# A Nice Cup of Tea
A Nice Cup of Tea (en français Une bonne tasse de thé) est un essai de l’écrivain britannique George Orwell, publié dans l’Evening Standard du 12 janvier 1946, appartenant à la littérature sur le thé. Ce texte concerne l'art de préparer le thé : « Voici mes onze propres règles, je considère chacune comme une règle d'or. »

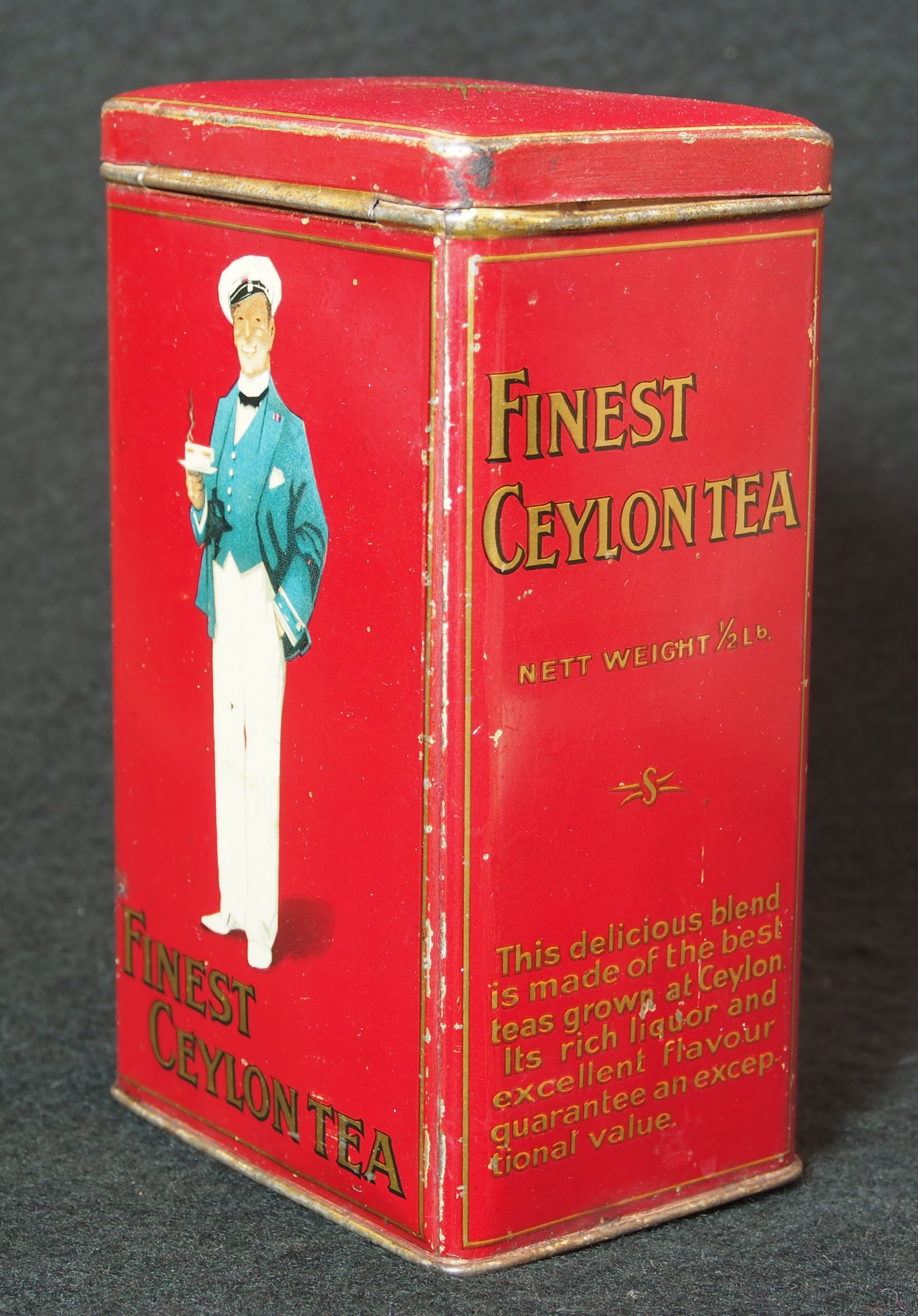
Ancienne boité à thé de Ceylan

Les règles d'Orwell concernent différents sujets comme la meilleure forme pour une tasse de thé, la pertinence d'utiliser de l'eau bouillante et sa préférence pour le thé très fort. Il parle également de ce qu'il considère comme « un des points le plus controversé » : ajouter le lait ou le thé en premier dans la tasse ? Orwell avance que le thé doit être versé en premier car « on ne peut pas évaluer exactement la quantité de lait, on risque de mettre trop de lait si on le verse en premier ». Il ajoute : « Je maintiens que mon propre argument est irréfutable. »
L'essai a été repris dans The Collected Essays, Journalism and Letters of George Orwell.